# Krikor Zohrab
Krikor Zohrab (ou Grigor Zohrap, en arménien : Գրիգոր Զոհրապ) est un écrivain arménien ottoman, né à Beşiktaş, Constantinople (aujourd'hui Istanbul, Turquie) le 26 juin 1861. Homme politique de renom, avocat et philanthrope, il est arrêté et assassiné début août 1915 par le gouvernement ottoman dans le cadre du génocide arménien.

## Biographie
Krikor Zohrab naît dans le quartier stambouliote de Beşiktaş le 26 juin 1861.

### Arrestation et exécution
Lors de la rafle des intellectuels arméniens du 24 avril, qui marque le début du génocide arménien, Krikor Zohrab est l'un des rares, avec Vartkès, à ne pas être arrêté, peut-être pour être gardés « en réserve dans le cas où les évènements tourneraient en la défaveur de l'empire » comme l'historien Raymond Kévorkian en fait l'hypothèse. En mai, Vartkès et Krikor Zohrab sont les seules personnalités de poids de l'élite arménienne stambouliote encore présentes. À présent convaincus des réelles intentions du gouvernement jeune-turc, ils refusent toutefois de quitter le pays malgré les pressions de leur entourage (Bedri bey, préfet de police, conseille à Vartkès de quitter la capitale) et interpellent les membres du gouvernement au sujet des exactions subies par les Arméniens. Ils rencontrent notamment Talaat Pacha et cherchent à récupérer l'argent saisi lors de la perquisition des bureaux du journal Azadamard, argent qu'ils récupèrent le 21 mai des mains de Bedri bey. Le 12 mai 1915, Vartkès rencontre de nouveau Talaat, qui l'informe du projet de l'extermination des Arméniens et dit à son interlocuteur interloqué vouloir ainsi continuer l’œuvre du sultan Abdülhamid II.
Le soir du 2 juin 1915, les deux hommes sont interpellés à leur domicile. Ils transitent au commissariat de Galatasaray puis sont envoyés par bateau à la gare de Haydarpaşa sous escorte policière. Leur destination est officiellement la ville de Diyarbakır, afin d'y être jugés par une cour martiale,. Ils arrivent à Konya le 9 juin puis peu après à Adana. Là, ils reçoivent la visite du chancelier de l'archevêché, qui raconte plus tard que Vartkès est alors « égal à lui-même, fataliste et courageux, peu sensible à la perspective d'une mort prochaine ».
Ils passent ensuite un mois à Alep, du 16 juin au 16 juillet, où ils logent dans un hôtel grâce au vali Djelal bey, un de leurs amis. Djelal bey et d'autres tentent d'intercéder en leur faveur auprès de Talaat et Djemal Pacha, sachant pertinemment le sort qui les attendait s'ils quittaient Alep. Talaat convoque Djelal à Constantinople et, le jour même de son départ, Krikor Zohrab et Vartkès sont emmenés dans une prison à Urfa. Invités à un dîner par un autre député, Mahmud Nedine, ils sont arrêtés par des policiers au domicile de ce dernier.
Peu après avoir quitté Urfa, ils sont assassinés semble-t-il le 2 août 1915 (19 juillet 1915 dans le calendrier julien) par Çerkez Ahmed sur la route de Diyarbakır, à deux heures de leur ville de départ, dans la gorge de Seytan deresi. Ce dernier raconte : « J'ai fait éclater le cerveau de Vartkès avec mon pistolet Mauser, puis j'ai saisi Zohrab, je l'ai jeté à terre et je lui ai écrasé la tête avec une grosse pierre jusqu'à ce qu'il meure ».

## Œuvre

### En arménien
- (hy) Խղճմտանքի ձայներ [« Voix de conscience »], Constantinople, Impr. Sakayan,‎ 1909, 96 p. (BNF 41403079, lire en ligne)
- (hy) Հայ պատգամաւորի մը հաշուետուութիւնը [« Rapport d'un député arménien »], Constantinople, Impr. H. Tiréakian,‎ 1910, 28 p. (lire en ligne)
- (hy) Էջեր ուղեւորի մը օրագրէն [« Pages du journal d'un voyageur »], Smyrne, Impr. Kéchichian,‎ 1922, 56 p. (lire en ligne)
- (hy) Անհետացած սերունդ մը [« Une génération éteinte »], Constantinople, Impr. V. S. Piourad,‎ 1924, 151 p. (lire en ligne)
- (hy) Փոթորիկը [« La tempête »], Constantinople, Impr. V. S. Piourad,‎ 1924, 15 p. (lire en ligne)
- (hy) Ծանօթ թէմքեր ու պատմուածքներ [« Thèmes et histoires familiers »], Paris, Impr. de Navarre,‎ 1932, 219 p. (BNF 31690479, lire en ligne)

### En français
- De l'Empêchement, en droit ottoman, de recevoir par succession pour cause de divergence de nationalité (Ihtilafi dar), Paris, Librairie générale de droit et de jurisprudence, 1908, 113 p. (BNF 31690477, lire en ligne)
- avec le nom de plume Marcel Léart, La Question arménienne à la lumière des documents, Paris, Agustin Challamel, 1913, 76 p. (BNF 30758142, lire en ligne)

## Hommages

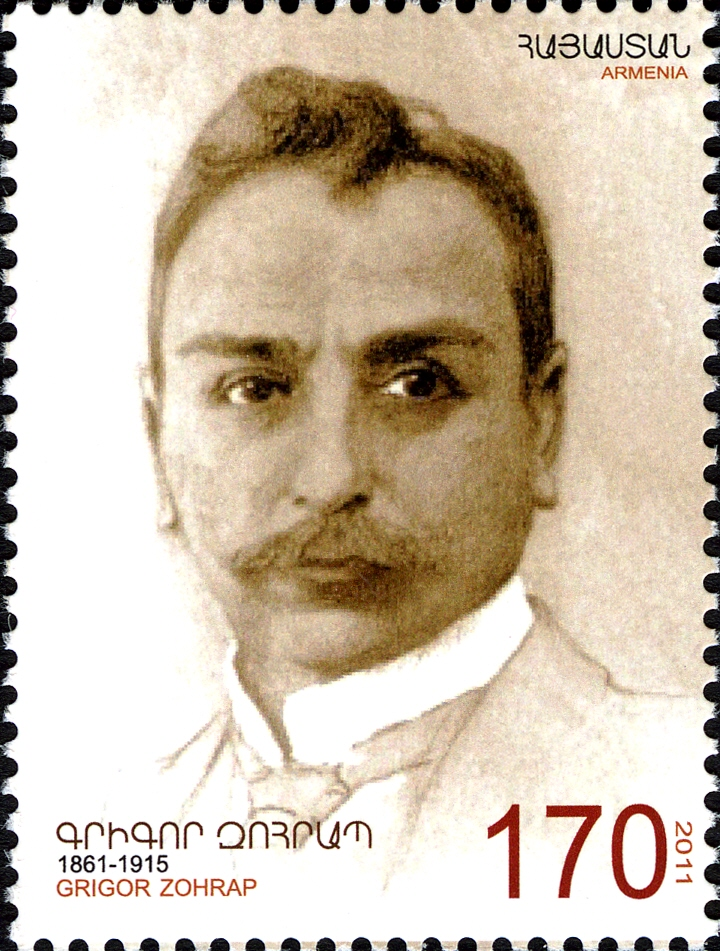
Timbre-poste arménien émis à l'occasion du de la naissance de Krikor Zohrab.

En 1899, le Comité juif a envoyé une médaille d'or du portrait de Dreyfus et une lettre de remerciement, car Zohrab a écrit une défense pour l'affaire Dreyfus.
En mai 2017, une plaque en son honneur et à celle des avocats arméniens assassinés lors du génocide est posée dans les locaux de l'École de formation professionnelle des barreaux de la cour d'appel de Paris,.